# جایزه اسکار بهترین صداگذاری

## دهه ۱۹۳۰
- سومین دوره جوایز اسکار: خانه بزرگ: داگلاس شیرر, مترو گلدوین مایر
  - The Case of Sergeant Grischa: John Tribby
  - جلوه عشق: فرانکلین هنسن
  - Raffles: Oscar Lagerstrom
  - نغمه شعله: جرج گراوس
- چهارمین دوره جوایز اسکار: پارامونت پیکچرز
  - بخش صدای استودیو مترو گلدوین مایر
  - بخش صدای استودیو رادیویی آر.ک.ئو
  - بخش صدای استودیو ساموئل گلدوین-یونایتد آرتیستس
- پنجمین دوره جوایز اسکار: پارامونت پیکچرز
  - بخش صدای استودیو مترو گلدوین مایر
  - بخش صدای استودیو رادیویی آر.ک.ئو
  - شرکت والت دیزنی
  - برادران وارنر First National Studio Sound Department
- ششمین دوره جوایز اسکار: وداع با اسلحه: فرانکلین هنسن, پارامونت پیکچرز
  - خیابان ۴۲: نیتن لوینسون
  - Gold Diggers of 1933: نیتن لوینسون
  - فراری از گروه مجرمان: نیتن لوینسون
- هفتمین دوره جوایز اسکار: یک شب عشق: جان پی. لیوادری, کلمبیا پیکچرز Studio
  - عشق‌بازی‌های چلینی: توماس مولتون
  - کلئوپاترا: فرانکلین هنسن
  - پیاده‌روی لاس‌زنی: نیتن لوینسون
  - طلاق گی: کارل درهر
  - تقلید زندگی: تئودور سودربرگ
  - زنده‌باد ویا!: داگلاس شیرر
  - The White Parade: ادموند اچ هانسن
- هشتمین دوره جوایز اسکار: ماریتای بدذات: داگلاس شیرر, مترو گلدوین مایر
  - 1,000 Dollars a Minute: بخش صدای Republic Studio
  - عروس فرانکنشتاین: گیلبرت کورلاند
  - کاپیتان بلاد: نیتن لوینسون
  - فرشته تاریکی: توماس مولتون
  - I Dream Too Much: Carl Dreher
  - زندگی بنگال لانسر: فرانکلین هنسن
  - Love Me Forever: جان پی. لیوادری
  - Thanks a Million: ادموند اچ هانسن
- نهمین دوره جوایز اسکار: سان فرانسیسکو: Douglas Shearer, استودیو مترو گلدوین مایر
  - Banjo on My Knee: ادموند اچ هانسن
  - The Charge of the Light Brigade: نیتن لوینسون
  - دادزوورث: Thomas T. Moulton
  - General Spanky: Elmer Raguse
  - آقای دیدز به شهر می‌رود: جان پی. لیوادری
  - The Texas Rangers: فرانکلین هنسن
  - That Girl from Paris: جان او. آلبرگ
  - سه دختر زرنگ: Homer G. Tasker
- دهمین دوره جوایز اسکار: توفند: Thomas Moulton, استودیو یونایتد آرتیستس
  - The Girl Said No: A. E. Kaye
  - Hitting a New High: جان او. آلبرگ
  - در شیکاگوی قدیم: ادموند اچ هانسن
  - زندگی امیل زولا: نیتن لوینسون
  - افق گمشده: جان پی. لیوادری
  - Maytime: Douglas Shearer
  - یکصد مرد و یک دختر: Homer G. Tasker
  - تاپر (فیلم): Elmer Raguse
  - ولز فارگو: Loren L. Ryder
- یازدهمین دوره جوایز اسکار: The Cowboy and the Lady: Thomas Moulton, یونایتد آرتیستس Studio
  - Army Girl: Charles L. Lootens
  - چهار دختر: نیتن لوینسون
  - اگر پادشاه بودم: Loren L. Ryder
  - Merrily We Live: Elmer Raguse
  - سوئز: ادموند اچ هانسن
  - Sweethearts: Douglas Shearer
  - That Certain Age: Bernard B. Brown
  - Vivacious Lady: James Wilkinson
  - نمی‌توانی این را با خودت ببری: جان پی. لیوادری
- دوازدهمین دوره جوایز اسکار: When Tomorrow Comes: Bernard B. Brown, یونیورسال استودیوز Studio
  - بالالایکا: Douglas Shearer
  - بر باد رفته: Thomas T. Moulton
  - خداحافظ، آقای چیپس: A. W. Watkins
  - The Great Victor Herbert: Loren L. Ryder
  - گوژپشت نتردام: جان او. آلبرگ
  - Man of Conquest: Charles L. Lootens
  - آقای اسمیت به واشینگتن می‌رود: جان پی. لیوادری
  - موش‌ها و آدم‌ها: Elmer Raguse
  - زندگی خصوصی الیزابت و اسکس: نیتن لوینسون
  - فصل باران آمد: ادموند اچ هانسن

## دهه ۱۹۴۰
- سیزدهمین دوره جوایز اسکار: Strike Up the Band: Douglas Shearer, استودیو مترو گلدوین مایر
  - Behind the News: Charles L. Lootens
  - Captain Caution: Elmer Raguse
  - خوشه‌های خشم: ادموند اچ هانسن
  - The Howards of Virginia: Jack Whitney
  - کیتی فویل: جان او. آلبرگ
  - North West Mounted Police: Loren L. Ryder
  - شهر ما: Thomas T. Moulton
  - شاهین دریا: نیتن لوینسون
  - Spring Parade: Bernard B. Brown
  - Too Many Husbands: جان پی. لیوادری
- چهاردهمین دوره جوایز اسکار: آن خانم همیلتون: Jack Whitney, General Service
  - Appointment for Love: Bernard B. Brown
  - توپ آتش: Thomas T. Moulton
  - The Chocolate Soldier: Douglas Shearer
  - همشهری کین: جان او. آلبرگ
  - The Devil Pays Off: Charles Lootens
  - چه سرسبز بود دره من: ادموند اچ هانسن
  - The Men in Her Life: جان پی. لیوادری
  - گروهبان یورک: نیتن لوینسون
  - چکاوک: Loren Ryder
  - Topper Returns: Elmer Raguse
- پانزدهمین دوره جوایز اسکار: احمق آمریکایی خوش‌تیپ: نیتن لوینسون, برادران وارنر Studio
  - شب‌های عربی: Bernard B. Brown
  - بامبی: Sam Slyfield
  - Flying Tigers: Daniel Bloomberg
  - Friendly Enemies: Jack Whitney
  - جویندگان طلا: James L. Fields
  - خانم مینی‌ور: Douglas Shearer
  - ماه عسل پرماجرا: Stephen Dunn
  - غرور یانکی‌ها: Thomas T. Moulton
  - راه مراکش: Loren Ryder
  - This Above All: ادموند اچ هانسن
  - هیچ‌وقت دوست داشتنی‌تر نبودی: جان پی. لیوادری
- شانزدهمین دوره جوایز اسکار: این زمین مال من است: Stephen Dunn, آر.ک.ئو Radio Studio
  - جلادان هم می‌میرند: Jack Whitney
  - در اکلاهمای سابق: Daniel J. Bloomberg
  - مادام کوری: Douglas Shearer
  - ستاره قطبی: Thomas T. Moulton
  - شبح اپرا: Bernard B. Brown
  - Riding High: Loren L. Ryder
  - صحرا: جان پی. لیوادری
  - سلام برادران: C. O. Slyfield
  - So This Is Washington: James L. Fields
  - آوای برنادت: ادموند اچ هانسن
  - This Is the Army: نیتن لوینسون
- هفدهمین دوره جوایز اسکار: ویلسون: ادموند اچ هانسن, استودیو فاکس فیلم
  - برزیل: Daniel J. Bloomberg
  - Casanova Brown: Thomas T. Moulton
  - دختر مدل: جان پی. لیوادری
  - غرامت مضاعف: Loren L. Ryder
  - His Butler's Sister: Bernard B. Brown
  - ناهارخوری هالیوود: نیتن لوینسون
  - It Happened Tomorrow: Jack Whitney
  - Kismet: Douglas Shearer
  - Music in Manhattan: Stephen Dunn
  - Voice in the Wind: Mac Dalgleish
- هجدهمین دوره جوایز اسکار: زنگ‌های کلیسای مریم مقدس: Stephen Dunn, آر.ک.ئو Radio Studio
  - Flame of Barbary Coast: Daniel J. Bloomberg
  - Lady on a Train: Bernard B. Brown
  - به بهشت واگذارش کن: Thomas T. Moulton
  - راپسودی در بلو: نیتن لوینسون
  - ترانه‌ای برای یادآوری: جان پی. لیوادری
  - جنوبی: Jack Whitney
  - آنان قابل چشم‌پوشی بودند: Douglas Shearer
  - سه کابالرو: C. O. Slyfield
  - Three Is a Family: W. V. Wolfe
  - نادیده (فیلم ۱۹۴۵): Loren L. Ryder
  - Wonder Man: گوردون ای سایر
- نوزدهمین دوره جوایز اسکار: داستان جولسون: جان پی. لیوادری, کلمبیا پیکچرز
  - بهترین سال‌های زندگی ما: گوردون ای سایر
  - چه زندگی شگفت‌انگیزی: جان او. آلبرگ
- بیستمین دوره جوایز اسکار: زن اسقف: گوردون ای سایر, Samuel Goldwyn Studio
  - خیابان دلفین سبز: Douglas Shearer
  - مأموران خزانه‌داری: Jack Whitney
- بیست و یکمین دوره جوایز اسکار: گودال مار: Thomas Moulton, فاکس قرن بیستم Studio
  - جانی بلیندا: نیتن لوینسون
  - Moonrise: Daniel J. Bloomberg
- بیست و دومین دوره جوایز اسکار: دوازده ساعت پرواز: Thomas Moulton, فاکس قرن بیستم Studio
  - یک بار دیگر، عزیزم: Leslie I. Carey
  - شن‌های آیو جیما: Daniel J. Bloomberg

## دهه ۱۹۵۰
- بیست و سومین دوره جوایز اسکار: همه‌چیز درباره ایو: Thomas Moulton, استودیو فاکس قرن بیستم
  - سیندرلا: C. O. Slyfield
  - لوئیزا (۱۹۵۰)
  - Our Very Own: گوردون ای سایر
  - Trio: Cyril Crowhurst
- بیست و چهارمین دوره جوایز اسکار: کاراسوی بزرگ: Douglas Shearer, مترو گلدوین مایر Studio
  - پیروزی درخشان: Leslie I. Carey
  - I Want You: گوردون ای سایر
  - اتوبوسی به نام هوس: نیتن لوینسون
  - Two Tickets to Broadway: جان او. آلبرگ
- بیست و پنجمین دوره جوایز اسکار: دیوار صوتی: بخش صدای لاندن فیلمز
  - ورق: بخش صدای استودیوهای فیلم‌سازی پاین‌وود
  - هانس کریستین اندرسن: گوردون ای سایر
  - مرد آرام: Daniel J. Bloomberg
  - با یک ترانه در قلب من: Thomas T. Moulton
- بیست و ششمین دوره جوایز اسکار: از اینجا تا ابدیت: جان پی. لیوادری, کلمبیا پیکچرز Studio
  - Calamity Jane: William A. Mueller
  - Knights of the Round Table: A. W. Watkins
  - The Mississippi Gambler: Leslie I. Carey
  - جنگ دنیاها: Loren L. Ryder
- بیست و هفتمین دوره جوایز اسکار: داستان گلن میلر: Leslie I. Carey, استودیو یونیورسال استودیوز
  - Brigadoon: Wesley C. Miller
  - شورش کین: جان پی. لیوادری
  - پنجره پشتی: Loren L. Ryder
  - Susan Slept Here: جان او. آلبرگ
- بیست و هشتمین دوره جوایز اسکار: اکلاهما!: Fred Hynes, بخش صدای Todd-AO
  - عشق چیز باشکوهی است: Carlton W. Faulkner
  - دوستم داشته باش یا ترکم کن: Wesley C. Miller
  - آقای رابرتس: William A. Mueller
  - Not as a Stranger: Watson Jones, بخش صدای آرسی‌ای
- بیست و نهمین دوره جوایز اسکار: پادشاه و من: Carlton W. Faulkner, استودیو فاکس قرن بیستم
  - The Brave One: Buddy Myers
  - سرگذشت ادی دوچین: جان پی. لیوادری
  - ترغیب دوستانه: Gordon R. Glennan و گوردون ای سایر
  - ده فرمان: Loren L. Ryder
- سی‌امین دوره جوایز اسکار: سایونارا: George Groves, استودیو برادران وارنر
  - جدال در اوکی کرال: George Dutton
  - دختران: Wesley C. Miller
  - Pal Joey: جان پی. لیوادری
  - شاهدی برای تعقیب: گوردون ای سایر
- سی و یکمین دوره جوایز اسکار: آرام جنوبی: Fred Hynes, بخش صدای Todd-AO
  - می‌خواهم زنده بمانم!: گوردون ای سایر
  - زمانی برای عشق ورزیدن و زمانی برای مردن: Leslie I. Carey
  - سرگیجه: George Dutton
  - شیرهای جوان: Carlton W. Faulkner
- سی و دومین دوره جوایز اسکار: بن هور: Franklin Milton, استودیو مترو گلدوین مایر
  - سفر به اعماق زمین: Carlton W. Faulkner
  - تهمت: A. W. Watkins
  - داستان راهبه: George Groves
  - پورگی و بس: گوردون ای سایر و Fred Hynes

## دهه ۱۹۶۰
- سی و سومین دوره جوایز اسکار: آلامو: Fred Hynes, بخش صدای Todd-AO و گوردون ای سایر, Samuel Goldwyn Studio
  - آپارتمان: گوردون ای سایر
  - Cimarron: Franklin Milton
  - Pepe: Charles Rice
  - طلوع در کمپوبلو: George Groves
- سی و چهارمین دوره جوایز اسکار: داستان وست ساید: گوردون ای سایر, Samuel Goldwyn Studio و Fred Hynes, بخش صدای Todd-AO
  - ساعت بچه‌ها: گوردون ای سایر
  - Flower Drum Song: Waldon O. Watson
  - توپ‌های ناوارون: John Cox
  - تله والدین (فیلم ۱۹۶۱): رابرت او کوک
- سی و پنجمین دوره جوایز اسکار: لورنس عربستان: John Cox, استودیوهای شپرتون
  - Bon Voyage!: رابرت او کوک
  - مرد موسیقی: George Groves
  - لمس سمور: Waldon O. Watson
  - چه بر سر بیبی جین آمد؟: Joseph D. Kelly
- سی و ششمین دوره جوایز اسکار: چگونه غرب تسخیر شد: Franklin Milton, استودیو مترو گلدوین مایر
  - Bye Bye Birdie: Charles Rice
  - کاپیتان نیومن ام.دی.: Waldon O. Watson
  - کلئوپاترا: James Corcoran و Fred Hynes
  - دنیای دیوانه، دیوانه، دیوانه، دیوانه: گوردون ای سایر
- سی و هفتمین دوره جوایز اسکار: بانوی زیبای من: George Groves, برادران وارنر Studio
  - بکت: John Cox
  - Father Goose: Waldon O. Watson
  - مری پاپینز: رابرت او کوک
  - The Unsinkable Molly Brown: Franklin Milton
- سی و هشتمین دوره جوایز اسکار: اشک‌ها و لبخندها: James Corcoran and Fred Hynes, فاکس قرن بیستم Studio
  - رنج و سرمستی (فیلم ۱۹۶۵): James Corcoran
  - دکتر ژیواگو: A. W. Watkins و Franklin Milton
  - مسابقه بزرگ: George Groves
  - Shenandoah: Waldon O. Watson
- سی و نهمین دوره جوایز اسکار: جایزه بزرگ: Franklin Milton, استودیو مترو گلدوین مایر
  - گامبی: Waldon O. Watson
  - هاوایی: گوردون ای سایر
  - دانه‌های شن: James Corcoran
  - چه کسی از ویرجینیا وولف می‌ترسد؟: George Groves
- چهلمین دوره جوایز اسکار: در گرمای شب: بخش صدای Samuel Goldwyn Studio
  - کملوت: بخش صدای استودیو Warner Bros.-Seven Arts
  - دوازده مرد خبیث: بخش صدای استودیو مترو گلدوین مایر
  - دکتر دولیتل: بخش صدای استودیو فاکس قرن بیستم
  - میلی کاملاً مدرن: بخش صدای استودیو یونیورسال استودیوز
- چهل و یکمین دوره جوایز اسکار: الیور!: بخش صدای استودیوهای شپرتون
  - بولیت: بخش صدای استودیو Warner Bros.-Seven Arts
  - Finian's Rainbow: بخش صدای استودیو Warner Bros.-Seven Arts
  - دختر شوخ: بخش صدای کلمبیا پیکچرز
  - ستاره! (فیلم): بخش صدای استودیو فاکس قرن بیستم
- چهل و دومین دوره جوایز اسکار: سلام، دالی!: Jack Solomon, Murray Spivack
  - یک هزار روز از آن: John Aldred
  - بوچ کسیدی و ساندنس کید: William Edmondson و David Dockendorf
  - Gaily, Gaily: Robert Martin و Clem Portman
  - Marooned: Les Fresholtz و Arthur Piantadosi

## دهه ۱۹۷۰
- چهل و سومین دوره جوایز اسکار: پاتون: Douglas Williams, Don Bassman
  - فرودگاه: Ronald Pierce و David H. Moriarty
  - دختر رایان: Gordon McCallum و John Bramall
  - تورا! تورا! تورا!: Murray Spivack و Herman Lewis
  - وودستاک: Dan Wallin و L. A. Johnson
- چهل و چهارمین دوره جوایز اسکار: ویولون‌زن روی بام: Gordon McCallum, David Hildyard
  - الماس‌ها ابدیند: Gordon K. McCallum, John W. Mitchell و Al Overton
  - ارتباط فرانسوی: Theodore Soderberg و کریس نیومن
  - کچ: Richard Portman و Jack Solomon
  - ماری، ملکه اسکاتلند: Bob Jones و John Aldred
- چهل و پنجمین دوره جوایز اسکار: کاباره: Robert Knudson, David Hildyard
  - پروانه‌ها آزادند: Arthur Piantadosi و Charles T. Knight
  - نامزد: Richard Portman و Gene Cantamessa
  - پدرخوانده: Charles Grenzbach, Richard Portman و کریس نیومن
  - ماجرای پوزیدون: Theodore Soderberg و Herman Lewis
- چهل و ششمین دوره جوایز اسکار: جن‌گیر: Robert Knudson, کریس نیومن
  - The Day of the Dolphin: Richard Portman و Larry Jost
  - The Paper Chase: دونالد میچل و Larry Jost
  - ماه کاغذی: Richard Portman و Les Fresholtz
  - نیش: Ronald Pierce و Robert R. Bertrand
- چهل و هفتمین دوره جوایز اسکار: زمین‌لرزه: Ronald Pierce, Melvin Metcalfe, Sr.
  - محله چینی‌ها: Charles Grenzbach و Larry Jost
  - مکالمه: والتر مرچ و Art Rochester
  - آسمانخراش جهنمی: Theodore Soderberg و Herman Lewis
  - فرانکنشتاین جوان: Richard Portman و Gene Cantamessa
- چهل و هشتمین دوره جوایز اسکار: آرواره‌ها: Robert Hoyt, Roger Heman, Earl Madery, John Carter
  - خم به ابرو نیاور: Arthur Piantadosi, Les Fresholtz, Richard Tyler و Al Overton, Jr.
  - Funny Lady: Richard Portman, Don MacDougall, Curly Thirlwell, Jack Solomon
  - The Hindenburg: Leonard Peterson, John A. Bolger, Jr., John L. Mack و Don Sharpless
  - باد و شیر: Harry W. Tetrick, Aaron Rochin, William McCaughey و Roy Charman
- چهل و نهمین دوره جوایز اسکار: همه مردان رئیس‌جمهور: Arthur Piantadosi, Les Fresholtz, Dick Alexander, Jim Webb
  - کینگ کونگ: Harry W. Tetrick (فهرست نامزدان و برندگان جایزه اسکار پس از مرگ), William McCaughey, Aaron Rochin و Jack Solomon
  - راکی: Harry W. Tetrick (posthumous nomination), William McCaughey, Lyle J. Burbridge و Bud Alper
  - Silver Streak: دونالد میچل، Douglas O. Williams, Richard Tyler و Harold M. Etherington
  - ستاره‌ای متولد شده‌است: Robert Knudson, Dan Wallin, Robert Glass و Tom Overton
- پنجاهمین دوره جوایز اسکار: جنگ ستارگان: Don MacDougall, Ray West, Bob Minkler, Derek Ball
  - برخورد نزدیک از نوع سوم: Robert Knudson, Robert Glass, Don MacDougall و Gene Cantamessa
  - The Deep: Walter Goss, Dick Alexander, Tom Beckert و Robin Gregory
  - جادوگر: Robert Knudson, Robert Glass, Richard Tyler و Jean-Louis Ducarme
  - نقطه عطف: Theodore Soderberg, Paul Wells, Douglas O. Williams و Jerry Jost
- پنجاه و یکمین دوره جوایز اسکار: شکارچی گوزن: Richard Portman, William McCaughey, Aaron Rochin, Darin Knight
  - داستان بادی هولی: Tex Rudloff, Joel Fein, Curly Thirlwell و Willie D. Burton
  - روزهای بهشت: John Wilkinson, Robert W. Glass, Jr., John T. Reitz و Barry Thomas
  - Hooper: Robert Knudson, Robert Glass, Don MacDougall و Jack Solomon
  - سوپرمن: Gordon K. McCallum, Graham V. Hartstone, Nicolas Le Messurier و Roy Charman
- پنجاه و دومین دوره جوایز اسکار: اینک آخرالزمان: والتر مرچ, Mark Berger, Richard Beggs, Nat Boxer
  - The Electric Horseman: Arthur Piantadosi, Les Fresholtz, Michael Minkler و Al Overton, Jr.
  - شهاب‌وار: William McCaughey, Aaron Rochin, Michael J. Kohut و Jack Solomon
  - ۱۹۴۱: Robert Knudson, Robert Glass, Don MacDougall و Gene Cantamessa
  - رز: Theodore Soderberg, Douglas O. Williams, Paul Wells و Jim Webb

## دهه ۱۹۸۰
- پنجاه و سومین دوره جوایز اسکار: امپراتوری ضربه می‌زند: Bill Varney, Steve Maslow, Gregg Landaker, Peter Sutton
  - احوال دگرگون‌شده: Arthur Piantadosi, Les Fresholtz, Michael Minkler و Willie D. Burton
  - دختر معدنچی زغال سنگ: Richard Portman, Roger Heman و James R. Alexander
  - شهرت (فیلم ۱۹۸۰): Michael J. Kohut, Aaron Rochin, Jay M. Harding و کریس نیومن
  - گاو خشمگین: دونالد میچل، Bill Nicholson, David J. Kimball و Les Lazarowitz
- پنجاه و چهارمین دوره جوایز اسکار: مهاجمان صندوق گمشده: Bill Varney, Steve Maslow, Gregg Landaker, Roy Charman
  - روی گلدن پاند: Richard Portman و David M. Ronne
  - خارج از محدوده (فیلم ۱۹۸۱): John Wilkinson, Robert W. Glass, Jr., Robert Thirlwell و Robin Gregory
  - سکه‌هایی از بهشت: Michael J. Kohut, Jay M. Harding, Richard Tyler و Al Overton, Jr.
  - سرخ‌ها: Dick Vorisek, Tom Fleischman و Simon Kaye
- پنجاه و پنجمین دوره جوایز اسکار: ای. تی. موجود فرازمینی: Robert Knudson, Robert Glass, Don Digirolamo, Gene Cantamessa
  - کشتی: Milan Bor, Trevor Pyke و Mike Le Mare
  - گاندی: Gerry Humphreys, Robin O'Donoghue, Jonathan Bates و Simon Kaye
  - توتسی: Arthur Piantadosi, Les Fresholtz, Dick Alexander و Les Lazarowitz
  - ترون: Michael Minkler, Bob Minkler, Lee Minkler و James LaRue
- پنجاه و ششمین دوره جوایز اسکار: مردان واقعی: Mark Berger, Tom Scott, رندی تام, David MacMillan
  - Never Cry Wolf: Alan Splet, Todd Boekelheide, رندی تام و David Parker
  - بازگشت جدای: بن برت، گری سامرز، رندی تام و Tony Dawe
  - شرایط مهرورزی: دونالد میچل، Rick Kline, Kevin O'Connell و James R. Alexander
  - بازی‌های جنگ: Michael J. Kohut, Carlos Delarios, Aaron Rochin و Willie D. Burton
- پنجاه و هفتمین دوره جوایز اسکار: آمادئوس: Mark Berger, Tom Scott, Todd Boekelheide, کریس نیومن
  - ۲۰۱۰: Michael J. Kohut, Aaron Rochin, Carlos Delarios و Gene Cantamessa
  - تل‌ماسه: Bill Varney, Steve Maslow, Kevin O'Connell و Nelson Stoll
  - گذرگاهی به هند: Graham V. Hartstone, Nicolas Le Messurier, Michael A. Carter و John W. Mitchell
  - رودخانه: Nick Alphin, Robert Thirlwell, Richard Portman و David M. Ronne
- پنجاه و هشتمین دوره جوایز اسکار: خارج از آفریقا: Chris Jenkins, Gary Alexander, Larry Stensvold, Peter Handford
  - بازگشت به آینده: Bill Varney, B. Tennyson Sebastian II, Robert Thirlwell و William B. Kaplan
  - A Chorus Line: دونالد میچل، Michael Minkler, Gerry Humphreys و کریس نیومن
  - Ladyhawke: Les Fresholtz, Dick Alexander, Vern Poore و Bud Alper
  - سیلورادو (فیلم): دونالد میچل، Rick Kline, Kevin O'Connell و David M. Ronne
- پنجاه و نهمین دوره جوایز اسکار: جوخه: John Wilkinson, Richard Rogers, Charles Grenzbach, Simon Kaye
  - بیگانه‌ها: Graham V. Hartstone, Nicolas Le Messurier, Michael A. Carter و Roy Charman
  - مرز دل‌شکستگی: Les Fresholtz, Dick Alexander, Vern Poore و Bill Nelson
  - پیشتازان فضا ۴: سفر به خانه: Terry Porter, David J. Hudson, مل متکالف و Gene Cantamessa
  - تاپ گان: دونالد میچل، Kevin O'Connell, Rick Kline و William B. Kaplan
- شصتمین دوره جوایز اسکار: آخرین امپراتور: Bill Rowe, Ivan Sharrock
  - امپراتوری خورشید: Robert Knudson, Don Digirolamo, John Boyd و Tony Dawe
  - اسلحه مرگبار: Les Fresholtz, Dick Alexander, Vern Poore و Bill Nelson
  - پلیس آهنی: Michael J. Kohut, Carlos Delarios, Aaron Rochin و Robert Wald
  - جادوگران ایست‌ویک: Wayne Artman, Tom Beckert, Tom E. Dahl, Art Rochester
- شصت و یکمین دوره جوایز اسکار: پرنده: Les Fresholtz, Dick Alexander, Vern Poore, Willie Burton
  - جان‌سخت: Don J. Bassman, Kevin F. Cleary, Richard Overton و Al Overton, Jr.
  - گوریل‌ها در مه: Andy Nelson, Brian Saunders و Peter Handford
  - میسیسیپی می‌سوزد: Robert J. Litt, الیوت تایسون، Rick Kline و Danny Michael
  - چه کسی برای راجر رابیت پاپوش دوخت؟: Robert Knudson, John Boyd, Don Digirolamo و Tony Dawe
- شصت و دومین دوره جوایز اسکار: افتخار: دونالد میچل, Gregg Rudloff, الیوت تایسون, راسل ویلیامز
  - ورطه: Don J. Bassman, Kevin F. Cleary, Richard Overton و Lee Orloff
  - باران سیاه: دونالد میچل، Kevin O'Connell, Greg P. Russell و Keith A. Wester
  - متولد چهارم ژوئیه: Michael Minkler, Gregory H. Watkins, ویلی استیتمن و Tod A. Maitland
  - ایندیانا جونز و آخرین جنگ صلیبی: بن برت، گری سامرز، Shawn Murphy و Tony Dawe

## دهه ۱۹۹۰
- ۱۹۹۰: (شصت و سومین دوره جوایز اسکار) رقصنده با گرگ‌ها: Jeffrey Perkins, Bill W. Benton, Gregory H. Watkins, راسل ویلیامز
  - روزهای تندر: Charles M. Wilborn, دونالد میچل، Rick Kline و Kevin O'Connell
  - دیک تریسی: Thomas Causey, Chris Jenkins, David E. Campbell و Doug Hemphill
  - شکار برای اکتبر سرخ (فیلم): Richard Bryce Goodman, Richard Overton, Kevin F. Cleary و Don J. Bassman
  - یادآوری کامل: Nelson Stoll, Michael J. Kohut, Carlos Delarios و Aaron Rochin
- فیلم در ۱۹۹۱: (شصت و چهارمین دوره جوایز اسکار) نابودگر ۲: روز داوری: Tom Johnson, گری رایدستورم, گری سامرز, Lee Orloff
  - بازافروختگی: گری سامرز، رندی تام، گری رایدستورم و Glenn Williams
  - دیو و دلبر: Terry Porter, مل متکالف، David J. Hudson و Doc Kane
  - جی‌اف‌کی: Michael Minkler, Gregg Landaker و Tod A. Maitland
  - سکوت بره‌ها: Tom Fleischman و کریس نیومن
- ۱۹۹۲: (شصت و پنجمین دوره جوایز اسکار) آخرین موهیکان: Chris Jenkins, Doug Hemphill, Mark Smith, Simon Kaye
  - علاءالدین: Terry Porter, مل متکالف، David J. Hudson و Doc Kane
  - چند مرد خوب: Kevin O'Connell, Rick Kline و Robert Eber
  - تحت محاصره: دونالد میچل، Frank A. Montaño, Rick Hart و Scott D. Smith
  - نابخشوده: Les Fresholtz, Vern Poore, Dick Alexander و Rob Young
- ۱۹۹۳: (شصت و ششمین دوره جوایز اسکار) پارک ژوراسیک: گری سامرز, گری رایدستورم, Shawn Murphy, Ron Judkins
  - پایان نفس‌گیر: Michael Minkler, باب بیمر و Tim Cooney
  - فراری: دونالد میچل، Michael Herbick, Frank A. Montaño و Scott D. Smith
  - جرونیمو: یک افسانه آمریکایی: Chris Carpenter, Doug Hemphill, Bill W. Benton و Lee Orloff
  - فهرست شیندلر: Andy Nelson, Steve Pederson, Scott Millan و Ron Judkins
- ۱۹۹۴: (شصت و هفتمین دوره جوایز اسکار) سرعت: Gregg Landaker, Steve Maslow, باب بیمر, David MacMillan
  - تهدید فوری و آشکار (فیلم): دونالد میچل، Michael Herbick, Frank A. Montaño و Art Rochester
  - فارست گامپ: رندی تام، Tom Johnson, Dennis S. Sands و William B. Kaplan
  - افسانه‌های خزان: Paul Massey, David E. Campbell, Chris David و Douglas Ganton
  - رستگاری در شاوشنک: Robert J. Litt, الیوت تایسون، Michael Herbick و Willie D. Burton
- ۱۹۹۵: (شصت و هشتمین دوره جوایز اسکار) آپولو ۱۳: Rick Dior, Steve Pederson, Scott Millan, David MacMillan
  - بتمن برای همیشه: دونالد میچل، Frank A. Montaño, Michael Herbick و Petur Hliddal
  - شجاع‌دل: Andy Nelson, Scott Millan, انا بلمر و Brian Simmons
  - جزر و مد سرخ: Kevin O'Connell, Rick Kline, Gregory H. Watkins و William B. Kaplan
  - دنیای آب: Steve Maslow, Gregg Landaker و Keith A. Wester
- ۱۹۹۶: (شصت و نهمین دوره جوایز اسکار) بیمار انگلیسی: والتر مرچ, Mark Berger, David Parker, کریس نیومن
  - اویتا: Andy Nelson, انا بلمر و Ken Weston
  - روز استقلال: Chris Carpenter, Bill W. Benton, باب بیمر و Jeff Wexler
  - صخره: Kevin O'Connell, Greg P. Russell و Keith A. Wester
  - گردباد: Steve Maslow, Gregg Landaker, Kevin O'Connell و Geoffrey Patterson
- ۱۹۹۷: (هفتادمین دوره جوایز اسکار) تایتانیک: گری رایدستورم, Tom Johnson, گری سامرز, Mark Ulano
  - ایر فورس وان: Paul Massey, Rick Kline, Doug Hemphill و Keith A. Wester
  - هواپیمای محکومین: Kevin O'Connell, Greg P. Russell و Art Rochester
  - تماس: رندی تام، Tom Johnson, Dennis S. Sands و William B. Kaplan
  - محرمانه لس‌آنجلس: Andy Nelson, انا بلمر و Kirk Francis
- ۱۹۹۸: (هفتاد و یکمین دوره جوایز اسکار) نجات سرباز رایان: گری رایدستورم, گری سامرز, Andy Nelson, Ron Judkins
  - آرماگدون: Kevin O'Connell, Greg P. Russell و Keith A. Wester
  - نقاب زورو: Kevin O'Connell, Greg P. Russell و Pud Cusack
  - شکسپیر عاشق: Robin O'Donoghue, Dominic Lester و Peter Glossop
  - خط باریک سرخ: Andy Nelson, انا بلمر و Paul Brincat
- ۱۹۹۹: (هفتاد و دومین دوره جوایز اسکار) ماتریکس: John T. Reitz, Gregg Rudloff, David E. Campbell, David Lee
  - مسیر سبز: Robert J. Litt, الیوت تایسون، Michael Herbick و Willie D. Burton
  - نفوذی: Andy Nelson, Doug Hemphill و Lee Orloff
  - مومیایی: Leslie Shatz, Chris Carpenter, Rick Kline و کریس مونرو
  - جنگ ستارگان اپیزود اول: تهدید شبح: گری رایدستورم، Tom Johnson, Shawn Murphy و John Midgley

## دهه ۲۰۰۰
| Year                                         | Film                                                                     | Sound mixers |
| -------------------------------------------- | ------------------------------------------------------------------------ | ------------ |
| ۲۰۰۰ هفتاد و سومین دوره جوایز اسکار          |                                                                          |              |
| گلادیاتور                                    | Scott Millan, باب بیمر، و Ken Weston                                     |              |
| دورافتاده                                    | رندی تام، Tom Johnson, Dennis S. Sands, و William B. Kaplan              |              |
| میهن‌پرست                                     | Kevin O'Connell, Greg P. Russell, و Lee Orloff                           |              |
| کاملاً طوفانی (فیلم)                          | John T. Reitz, Gregg Rudloff, David E. Campbell, و Keith A. Wester       |              |
| یو-۵۷۱                                       | Steve Maslow, Gregg Landaker, Rick Kline, و Ivan Sharrock                |              |
| ۲۰۰۱ هفتاد و چهارمین دوره جوایز اسکار        |                                                                          |              |
| سقوط شاهین سیاه                              | Michael Minkler, کریس مونرو، و Myron Nettinga                            |              |
| سرنوشت شگفت‌انگیز املی پولن                   | Vincent Arnardi, Guillaume Leriche, و Jean Umansky                       |              |
| ارباب حلقه‌ها: یاران حلقه                     | کریستوفر بویز، مایکل سمانیک، Gethin Creagh, و Hammond Peek               |              |
| مولن روژ!                                    | Andy Nelson, انا بلمر، Roger Savage, و Guntis Sics                       |              |
| پرل هاربر                                    | Greg P. Russell, Peter J. Devlin, و Kevin O'Connell                      |              |
| ۲۰۰۲ هفتاد و پنجمین دوره جوایز اسکار         |                                                                          |              |
| شیکاگو                                       | Michael Minkler, Dominick Tavella, و David Lee                           |              |
| دارودسته‌های نیویورکی                         | Tom Fleischman, Eugene Gearty و Ivan Sharrock                            |              |
| دو برج                                       | کریستوفر بویز، مایکل سمانیک، Michael Hedges, و Hammond Peek              |              |
| جاده‌ای به‌سوی تباهی                           | Scott Millan, باب بیمر، و John Pritchett                                 |              |
| مرد عنکبوتی                                  | Kevin O'Connell, Greg P. Russell, و Ed Novick                            |              |
| ۲۰۰۳ هفتاد و ششمین دوره جوایز اسکار          |                                                                          |              |
| بازگشت پادشاه                                | کریستوفر بویز، مایکل سمانیک، Michael Hedges, و Hammond Peek              |              |
| آخرین سامورایی                               | Andy Nelson, انا بلمر، و Jeff Wexler                                     |              |
| ناخدا و فرمانده: آخر دنیا                    | Paul Massey, Doug Hemphill, و Art Rochester                              |              |
| دزدان دریایی کارائیب: نفرین مروارید سیاه     | کریستوفر بویز، David Parker, David E. Campbell, و Lee Orloff             |              |
| سیبیسکوت                                     | Andy Nelson, انا بلمر، و Tod A. Maitland                                 |              |
| ۲۰۰۴ هفتاد و هفتمین دوره جوایز اسکار         |                                                                          |              |
| ری                                           | Scott Millan, Greg Orloff, باب بیمر، و Steve Cantamessa                  |              |
| هوانورد                                      | Tom Fleischman و Petur Hliddal                                           |              |
| شگفت‌انگیزان                                  | رندی تام، Gary Rizzo, و Doc Kane                                         |              |
| قطار سریع‌السیر قطبی                          | رندی تام، Tom Johnson, Dennis S. Sands, و William B. Kaplan              |              |
| مرد عنکبوتی ۲                                | Kevin O'Connell, Greg P. Russell, Jeffrey J. Haboush, و Joseph Geisinger |              |
| فیلم در ۲۰۰۵ هفتاد و هشتمین دوره جوایز اسکار |                                                                          |              |
| کینگ کونگ                                    | کریستوفر بویز، مایکل سمانیک، Michael Hedges, و Hammond Peek              |              |
| سرگذشت نارنیا: شیر، کمد و جادوگر             | Terry Porter, Dean A. Zupancic, و Tony Johnson                           |              |
| خاطرات یک گیشا                               | Kevin O'Connell, Greg P. Russell, Rick Kline, و John Pritchett           |              |
| سربه‌راه باش                                  | Paul Massey, Doug Hemphill, و پیتر کورلند                                |              |
| جنگ دنیاها                                   | Andy Nelson, انا بلمر، و Ron Judkins                                     |              |
| ۲۰۰۶ هفتاد و نهمین دوره جوایز اسکار          |                                                                          |              |
| دختران رؤیایی                                | Michael Minkler, باب بیمر، و Willie D. Burton                            |              |
| آپوکالیپتو                                   | Kevin O'Connell, Greg P. Russell, و Fernando Cámara                      |              |
| الماس خونین                                  | Andy Nelson, انا بلمر، و Ivan Sharrock                                   |              |
| پرچم‌های پدران ما                             | John T. Reitz, David E. Campbell, Gregg Rudloff, و Walt Martin           |              |
| دزدان دریایی کارائیب: صندوقچه مرد مرده       | Paul Massey, کریستوفر بویز، و Lee Orloff                                 |              |
| فیلم در ۲۰۰۷ هشتادمین دوره جوایز اسکار       |                                                                          |              |
| اولتیماتوم بورن                              | Scott Millan, David Parker, و Kirk Francis                               |              |
| ۱۰ به یوما                                   | Paul Massey, David Giammarco و Jim Stuebe                                |              |
| جایی برای پیرمردها نیست                      | اسکیپ لیوسی، Craig Berkey, Greg Orloff, و پیتر کورلند                    |              |
| راتاتویی                                     | رندی تام، مایکل سمانیک، و Doc Kane                                       |              |
| تبدیل‌شوندگان                                 | Kevin O'Connell, Greg P. Russell, و Peter J. Devlin                      |              |
| فیلم در ۲۰۰۸ هشتاد و یکمین دوره جوایز اسکار  |                                                                          |              |
| میلیونر زاغه‌نشین                             | Ian Tapp, Richard Pryke و Resul Pookutty                                 |              |
| مورد عجیب بنجامین باتن                       | David Parker, مایکل سمانیک، Ren Klyce, و Mark Weingarten                 |              |
| شوالیه تاریکی                                | Lora Hirschberg, Gary Rizzo, و Ed Novick                                 |              |
| وال-ئی                                       | Tom Myers, مایکل سمانیک، و بن برت                                        |              |
| تحت تعقیب                                    | Chris Jenkins, Frank A. Montaño, و Petr Forejt                           |              |
| فیلم در ۲۰۰۹ هشتاد و دومین دوره جوایز اسکار  |                                                                          |              |
| مهلکه                                        | Paul N. J. Ottosson و Ray Beckett                                        |              |
| آواتار                                       | کریستوفر بویز، گری سامرز، Andy Nelson, و Tony Johnson                    |              |
| حرامزاده‌های لعنتی                            | Michael Minkler, Tony Lamberti, و Mark Ulano                             |              |
| پیشتازان فضا                                 | انا بلمر، Andy Nelson, و Peter J. Devlin                                 |              |
| تبدیل‌شوندگان: انتقام شکست‌خوردگان             | Greg P. Russell, گری سامرز، و Geoffrey Patterson                         |              |

## دهه ۲۰۱۰
| Year                                          | Film                                                                                     | Sound mixers |
| --------------------------------------------- | ---------------------------------------------------------------------------------------- | ------------ |
| فیلم در ۲۰۱۰ هشتاد و سومین دوره جوایز اسکار   |                                                                                          |              |
| تلقین                                         | Lora Hirschberg, Gary Rizzo, و Ed Novick                                                 |              |
| سخنرانی پادشاه                                | Paul Hamblin, Martin Jensen, و John Midgley                                              |              |
| سالت                                          | Jeffrey J. Haboush, Greg P. Russell, Scott Millan, و William Sarokin                     |              |
| شبکه اجتماعی                                  | Ren Klyce, David Parker, مایکل سمانیک، و Mark Weingarten                                 |              |
| شجاعت واقعی                                   | اسکیپ لیوسی، Craig Berkey, Greg Orloff, و پیتر کورلند                                    |              |
| فیلم در ۲۰۱۱ هشتاد و چهارمین دوره جوایز اسکار |                                                                                          |              |
| هوگو                                          | Tom Fleischman و John Midgley                                                            |              |
| دختری با خالکوبی اژدها                        | David Parker, مایکل سمانیک، Ren Klyce, و Bo Persson                                      |              |
| مانیبال                                       | Deb Adair, Ron Bochar, Dave Giammarco, و Ed Novick                                       |              |
| تبدیل‌شوندگان: نیمه تاریک ماه                  | Greg P. Russell, گری سامرز، Jeffrey J. Haboush, و Peter J. Devlin                        |              |
| اسب جنگی                                      | گری رایدستورم، Andy Nelson, Tom Johnson, و Stuart Wilson                                 |              |
| فیلم در ۲۰۱۲ هشتاد و پنجمین دوره جوایز اسکار  |                                                                                          |              |
| بینوایان                                      | Andy Nelson, Mark Paterson, و Simon Hayes                                                |              |
| آرگو                                          | John Reitz, Gregg Rudloff, و Jose Antonio Garcia                                         |              |
| زندگی پی                                      | Ron Bartlett, D. M. Hemphill, و Drew Kunin                                               |              |
| لینکلن                                        | Andy Nelson, گری رایدستورم، و Ronald Judkins                                             |              |
| اسکای‌فال                                      | Scott Millan, Greg P. Russell, و Stuart Wilson                                           |              |
| ۲۰۱۳ هشتاد و ششمین دوره جوایز اسکار           |                                                                                          |              |
| جاذبه                                         | اسکیپ لیوسی، Niv Adiri, Christopher Benstead, و کریس مونرو                               |              |
| کاپیتان فیلیپس                                | Chris Burdon, Mark Taylor, Mike Prestwood Smith, و کریس مونرو                            |              |
| هابیت: برهوت اسماگ                            | کریستوفر بویز، Michael Hedges, مایکل سمانیک، و Tony Johnson                              |              |
| درون لوین دیویس                               | اسکیپ لیوسی، Greg Orloff, و پیتر کورلند                                                  |              |
| تنها بازمانده                                 | Andy Koyama, Beau Borders, و David Brownlow                                              |              |
| فیلم در ۲۰۱۴ هشتاد و هفتمین دوره جوایز اسکار  |                                                                                          |              |
| شلاق                                          | Craig Mann, Ben Wilkins, و Thomas Curley                                                 |              |
| تک‌تیرانداز آمریکایی                           | John Reitz, Gregg Rudloff, و Walt Martin (فهرست نامزدان و برندگان جایزه اسکار پس از مرگ) |              |
| بردمن                                         | Jon Taylor, Frank A. Montaño, و Thomas Varga                                             |              |
| بین ستاره‌ای                                   | Gary A. Rizzo, Gregg Landaker, و Mark Weingarten                                         |              |
| شکست‌ناپذیر                                    | Jon Taylor, Frank A. Montaño, و David Lee                                                |              |
| فیلم در ۲۰۱۵ هشتاد و هشتمین دوره جوایز اسکار  |                                                                                          |              |
| مکس دیوانه: جاده خشم                          | Chris Jenkins, Gregg Rudloff, و Ben Osmo                                                 |              |
| پل جاسوس‌ها                                    | Andy Nelson, گری رایدستورم، و Drew Kunin                                                 |              |
| مریخی                                         | Paul Massey, Mark Taylor, و Mac Ruth                                                     |              |
| بازگشته                                       | Jon Taylor, Frank A. Montaño, رندی تام، و Chris Duesterdiek                              |              |
| جنگ ستارگان: نیرو برمی‌خیزد                    | Andy Nelson, Christopher Scarabosio, و Stuart Wilson                                     |              |
| فیلم در ۲۰۱۶ هشتاد و نهمین دوره جوایز اسکار   |                                                                                          |              |
| ستیغ هک‌سا                                     | Chris Jenkins, Gregg Rudloff و Ben Osmo                                                  |              |
| ۱۳ ساعت: سربازان مخفی بنغازی                  | گری سامرز، Jeffrey J. Haboush و Mac Ruth                                                 |              |
| نورسیده                                       | Bernard Gariépy Strobl و Claude La Haye                                                  |              |
| لا لا لند                                     | Andy Nelson, Ai-Ling Lee و Steve A. Morrow                                               |              |
| روگ وان: داستانی از جنگ ستارگان               | David Parker, Christopher Scarabosio و Stuart Wilson                                     |              |
| فیلم در ۲۰۱۷ نودمین دوره جوایز اسکار          |                                                                                          |              |
| دانکرک                                        | Gregg Landaker, Gary Rizzo و Mark Weingarten                                             |              |
| بیبی راننده                                   | Julian Slater, Tim Cavagin و Mary H. Ellis                                               |              |
| بلید رانر ۲۰۴۹                                | Ron Bartlett, Doug Hemphill و Mac Ruth                                                   |              |
| شکل آب                                        | Christian Cooke, Brad Zoern و Glen Gauthier                                              |              |
| جنگ ستارگان: آخرین جدای                       | مایکل سمانیک، David Parker, Ren Klyce و Stuart Wilson                                    |              |
| فیلم در ۲۰۱۸ نود و یکمین دوره جوایز اسکار     |                                                                                          |              |
| بوهمین راپسودی                                | Paul Massey, Tim Cavagin و John Casali                                                   |              |
| پلنگ سیاه                                     | Steve Boeddeker, Brandon Proctor و Peter J. Devlin                                       |              |
| نخستین انسان                                  | Jon Taylor, Frank A. Montaño, Ai-Ling Lee و Mary H. Ellis                                |              |
| رما                                           | اسکیپ لیوسی، Craig Henighan و José Antonio Garcia                                        |              |
| ستاره‌ای متولد شده‌است                          | Tom Ozanich, Dean Zupancic, Jason Ruder و Steve Morrow                                   |              |
| فیلم در ۲۰۱۹ نود و دومین دوره جوایز اسکار     |                                                                                          |              |
| ۱۹۱۷                                          | Mark Taylor و Stuart Wilson                                                              |              |
| به‌سوی ستارگان                                 | گری رایدستورم، Tom Johnson و Mark Ulano                                                  |              |
| فورد در برابر فراری                           | Paul Massey, David Giammarco و Steven A. Morrow                                          |              |
| جوکر                                          | Tom Ozanich, Dean Zupancic و Tod Maitland                                                |              |
| روزی روزگاری در هالیوود                       | Michael Minkler, Christian P. Minkler و Mark Ulano                                       |              |